# میشل مک‌کول
میشل لی کالاوی (به انگلیسی:Michelle Leigh Calaway، نام خانوادگی تولد آن مک‌کول و زاده ۲۵ ژانویه ۱۹۸۰) یک کشتی‌گیر حرفه‌ای و بازنشسته آمریکایی است. او بیشتر بخاطر حضور در دبلیودبلیوئی شناخته می‌شود، چون توانسته دوبار عنوان قهرمانی کمربند دیواس و همچنین دوبار عنوان قهرمانی کمربند زنان دبلیودبلیوئی را بدست بیاورد.
وی در تاریخ ۲۶ ژوئن ۲۰۱۰ با کشتی‌گیر افسانه‌ای و قدرتمند دبلیودبلیوئی یعنی آندرتیکر ازدواج کرد و صاحب یک فرزند می‌باشند.